# Бетке, Брюс
Брюс Бетке (англ. Bruce Bethke; род. 1955) — американский писатель-фантаст.

## Биография
Дебютировал в 1983 году рассказом под названием «Киберпанк», который после дал название целому поджанру фантастики — киберпанку. 
Первый роман — «Maverick» (1990) был написан по сюжетной разработке Айзека Азимова. Значительным романом считается «Headcrash» (1995, русский перевод — «Интерфейсом об тейбл»). Он был удостоен премии Филипа Дика.
Он также является новелизатором фильма Барри Зонненфельда «Дикий, дикий Вест».
Сам писатель своё творчество считает скорее хобби, которым занимается в свободное время.
В данный момент проживает в пригороде Миннеаполиса — Свиноглазова Пристань (Pig’s Eye Landing) (штат Миннесота).